# Chamelaucium heterandrum
Chamelaucium heterandrum är en myrtenväxtart som beskrevs av George Bentham. Chamelaucium heterandrum ingår i släktet Chamelaucium och familjen myrtenväxter. Inga underarter finns listade i Catalogue of Life.